# Scheuren (Hennef)
Scheuren ist ein Ortsteil der Stadt Hennef (Sieg) im Rhein-Sieg-Kreis in Nordrhein-Westfalen.  

## Lage
Der Weiler liegt in einer Höhe von 200 Metern über N.N. auf den Hängen des Westerwaldes, aber noch im Naturpark Bergisches Land, unmittelbar an der Grenze zu Rheinland-Pfalz. Nachbarorte sind Wasserheß im Osten, Buchholz-Priesterberg im Süden, Hove im Westen, der Burghof im Nordwesten und Uckerath im Norden.

## Geschichte
1910 gab es in Scheuren die Haushalte Ackerer Heinrich Wilhelm Amfahr, Straßenarbeiter Heinrich Bergmann, Ackerin Witwe Heinrich Bergmann, Straßenarbeiter Johann Gerhard Ditscheid und Ackerin Witwe Wilhelm Fischer.
Bis zum 1. August 1969 gehörte Scheuren zur Gemeinde Uckerath, im Rahmen der kommunalen Neugliederung des Raumes Bonn wurde Uckerath, damit auch der Ort Scheuren, der damals neuen amtsfreien Gemeinde „Hennef (Sieg)“ zugeordnet.